# Euophrys falciger
Euophrys falciger Wesolowska, Azarkina & Russell-Smith, 2014 è un ragno appartenente alla famiglia Salticidae.

## Etimologia
Il nome proprio deriva dal sostantivo latino falciger, che significa a forma di falce, in riferimento alla forma incurvata dell'embolo, che si trova sui pedipalpi.

## Caratteristiche
L'olotipo maschile ha un cefalotorace lungo 1,9mm, largo 1,4mm e spesso 0,8mm.
Il paratipo femminile ha un cefalotorace lungo 1,1mm, largo 0,9mm e spesso 0,5mm.
Questa specie ha caratteri in comune con E. difficilis (Simon, 1868) dell'area mediterranea ma ne differisce per l'apofisi tibiale più lunga e per il lobo prossimale più corto del bulbo dei pedipalpi. È anche simile a E. meridionalis, ma il maschio è di dimensioni maggiori. Differisce da quest'ultimo per la presenza di un'escrescenza sulla superficie ventrale della tibia palpale, del bulbo di forma più allungata e dell'embolo alquanto più lungo. La struttura dell'epigino ricorda quella di E. gracilis in quanto ha una formazione nodosa nelle parti distali dei dotti seminali, che sono anche più lunghi in questa specie.

## Distribuzione
La specie è stata reperita in Sudafrica, nella provincia del KwaZulu-Natal. Di seguito alcuni rinvenimenti:
1. l'olotipo maschile è stato rinvenuto nella foresta di Champagne Castle Hlathikulu, a 1550 m slm, dall'aracnologo Charles Haddad il 20 gennaio 2011[1].
2. due paratipi femminili reperiti nella stessa data e località dell'olotipo[1].

## Tassonomia
Al 2022 non sono note sottospecie e dal 2018 non sono stati esaminati nuovi esemplari.